# Список пресмыкающихся Туркменистана

Туркменистан на карте мира

Список пресмыкающихся Туркменистана включает 3 вида черепах, 55 видов ящериц и 31 вид змей, распространённых на территории Туркменистана

## Легенда
Виды находящиеся под охраной на территории Туркменистана и включённые в Красную книгу Туркменистана (2011 год)
Обозначения охранного статуса МСОП
- — виды на грани исчезновения (в критическом состоянии)
- — виды под угрозой исчезновения
- — уязвимые виды
- — виды, близкие к уязвимому положению
- — виды под наименьшей угрозой
- — виды, для оценки угрозы которым не хватает данных
- — виды, не представленные в Международной Красной книге

## Отряд Черепахи (Testudines)
| Иллюстрация                                             | Русское название         | Латинское название и автор таксона          | Ареал на территории страны. Замечания по систематике. | Статус МСОП                                      |
| ------------------------------------------------------- | ------------------------ | ------------------------------------------- | --- | ------------------------------------------------ |
| Отряд Черепахи (Testudines)                             |                          |                                             | |                                                  |
| Семейство Американские пресноводные черепахи (Emydidae) |                          |                                             | |                                                  |
|                                                         | Болотная черепаха        | Emys orbicularis (Linnaeus, 1758)           | В Туркменистане распространён подвид E. o. persica. Обычна в юго-западных районах страны, где населяет реки, родники и озёра, предпочитая стоячие водоёмы. Непреднамеренно интродуцирована в Куртлинское водохранилище к северу от Ашхабада. | Вид, близкий к уязвимому положению               |
| Семейство Азиатские пресноводные черепахи (Geoemydidae) |                          |                                             | |                                                  |
|                                                         | Каспийская черепаха      | Mauremys caspica (Gmelin, 1774)             | Обитает на юго-западе страны, населяя реки и родники в горах и озёра на равнинах. Предпочитает текучие водоёмы. Обычна. Отсутствует в озёрах Западного Узбоя. | Вид не представлен в Международной Красной книге |
| Семейство Сухопутные черепахи (Testudinidae)            |                          |                                             | |                                                  |
|                                                         | Среднеазиатская черепаха | Testudo (Agrionemys) horsfieldii Gray, 1844 | Сухопутных черепах, обитающих в Туркменистане, Шестопал и Рустамов рассматривают как 4 отдельных вида в составе рода Agrionemys: Agrionemys horsfieldii, A. rustamovi, A. bogdanovi и A. kazachstanica kuznetzovi. Однако рабочая группа по таксономии черепах признаёт их как подвиды среднеазиатской черепахи, а таксон Agrionemys — как подрод рода Testudo. В целом среднеазиатские черепахи в Туркменистане широко распространены и населяют пустыни, горы и холмистые предгорья. | [ b ]                                            |

## Отряд Чешуйчатые (Squamata)
| Иллюстрация                                      | Русское название            | Латинское название и автор таксона                               | Ареал на территории страны. Замечания по систематике. | Статус МСОП                                      |
| ------------------------------------------------ | --------------------------- | ---------------------------------------------------------------- | --- | ------------------------------------------------ |
| Отряд Чешуйчатые (Squamata)                      |                             |                                                                  | |                                                  |
| Подотряд Гекконообразные (Gekkota)               |                             |                                                                  | |                                                  |
| Семейство Эублефаровые (Eublepharidae)           |                             |                                                                  | |                                                  |
|                                                  | Туркменский эублефар        | Eublepharis turcmenicus Darevsky, 1977                           | Обитает в межгорных понижениях и на каменистых склонах в Копетдаге. | Вид вне опасности                                |
| Семейство Гекконы (Gekkonidae)                   |                             |                                                                  | |                                                  |
|                                                  | Гладкий геккончик           | Alsophylax laevis Nikolsky, 1907                                 | Обитает в пустынях предгорий Копетдага и Малых Балханов. Занесён в Красную книгу Туркменистана (категория II, исчезающий вид). | Вид на грани исчезновения                        |
|                                                  | Геккончик Щербака           | Alsophylax szczerbaki Golubev & Sattarov, 1979                   | Распространён в долине Амударьи на глинисто-солончаковых участках и в местах орошения. Ранее считался подвидом панцирного геккончика Alsophylax loricatus szczerbaki. Под названием которого занесён в Красную книгу Туркменистана (категория III, уязвимый вид). | Уязвимый вид                                     |
|                                                  | Пискливый геккончик         | Alsophylax pipiens (Pallas, 1827)                                | Населяет участки с уплотнёнными почвами, останцы и кыры в пустынях Саракамышской впадины и русла Дерьялык. | Вид вне опасности                                |
|                                                  | Бугорчатый геккончик        | Bunopus tuberculatus Blanford, 1874                              | Населяет лёссово-глинистые участки и останцы во впадине Ероюландуз в Бадхызе. Занесён в Красную книгу Туркменистана (категория V, недостаточно изученный вид). | Вид вне опасности                                |
|                                                  | Гребнепалый геккон          | Crossobamon eversmanni (Wiegmann, 1834)                          | Широко распространён в пустынях на песках различной степени зарастания. | Вид вне опасности                                |
|                                                  | Каспийский геккон           | Tenuidactylus caspius (Eichwald, 1831)                           | Широко распространён в горах и на равнинах, тяготея к участкам расчленённого рельефа. | Вид вне опасности                                |
|                                                  | Геккон Богданова            | Tenuidactylus bogdanovi Nazarov & Poyarkov, 2013                 | Распространён в долине Амударьи не ниже города Сейди, в предгорях и на нижнем уровне гор Гаурдак-Койтендага. | Вид вне опасности                                |
|                                                  | Туркестанский геккон        | Tenuidactylus fedtschenkoi (Strauch, 1887)                       | Обитает в горах и на равнинах Койтендага и его предгорий, предпочитая обрывы, пещеры, отвесные скалы, дувалы и стены строений. | Вид вне опасности                                |
|                                                  | Мелкочешуйчатый геккон      | Tenuidactylus microlepis (Lantz, 1918)                           | Некоторыми герпетологами рассматривается как подвид длинноногого геккона Tenuidactylus longipes microlepis, а другими как самостоятельный вид. В Туркменистане встречается на скальных выходах, в щелях и трещинах старых построек в Бадхызе и Восточном Копетдаге. Занесён в Красную книгу Туркменистана (категория IV, редкий вид) под названием Cyrtopodion longipes microlepis. | Вид вне опасности                                |
|                                                  | Туркменский геккон          | Tenuidactylus turcmenicus (Szczerbak, 1978)                      | Обитает в горах и на равнинах Койтендага и его предгорий, предпочитая обрывы, пещеры, отвесные скалы, дувалы и стены строений. Занесён в Красную книгу Туркменистана (категория IV, редкий вид) под названием Cyrtopodion turcmenicus. | Вид вне опасности                                |
|                                                  | Серый геккон                | Mediodactylus russowii (Strauch, 1887)                           | Широко распространён на заросших участках пустыни и в заброшенных жилых постройках. | Вид вне опасности                                |
|                                                  | Колючехвостый геккон        | Mediodactylus spinicauda (Strauch, 1887)                         | Населяет каменистые склоны и холмы, селевые промоины и обрывы русел в Копетдаге, Бадхызе и долине реки Мургаб. | Вид вне опасности                                |
| Семейство Круглопалые гекконы (Spherodactylidae) |                             |                                                                  | |                                                  |
|                                                  | Сцинковый геккон            | Teratoscincus scincus (Schlegel, 1858)                           | Широко распространён в стране. Населяет барханные и полузаросшие пески, иногда выходя на такыры. | Вид вне опасности                                |
| Подотряд Scinciformata                           |                             |                                                                  | |                                                  |
| Семейство Сцинковые (Scincidae)                  |                             |                                                                  | |                                                  |
|                                                  | Полосатый гологлаз          | Ablepharus bivittatus (Ménétries, 1832)                          | Известен по одному экземпляру из Западного Копетдага. | Вид вне опасности                                |
|                                                  | Пустынный гологлаз          | Ablepharus deserti Strauch, 1868                                 | Распространён в дельте Мургаба, средней части долины Амударьи, а также на севере страны в окрестностях Гёроглы. Обитает на пустырях, залежах, по берегам каналов, арыкам, в садах и виноградниках. Может встречаться в населённых пунктах. | Вид вне опасности                                |
|                                                  | Азиатский гологлаз          | Ablepharus pannonicus (Lichtenstein, 1823)                       | Населяет Большие Балханы, Копетдаг, Бадхыз, Койтендаг и долину Мургаба, встречаясь на участках гор с травянистой и древесно-кустарниковой растительностью и в долинах рек. | Вид вне опасности                                |
|                                                  | Глазчатый хальцид           | Chalcides ocellatus (Forsskål, 1775)                             | Крайне редко встречается в ущельях и межгорных понижениях с каменистыми участками, речками и родниками в Западном Бадхызе и Центральном Копетдаге. Занесён в Красную книгу Туркменистана (категория V, недостаточно изученный вид). | Вид вне опасности                                |
|                                                  | Длинноногий сцинк           | Eumeces schneiderii (Daudin, 1802)                               | Обитает в горах Копетдага, Бадхыза, Карабиля и Койтендага на участках с густой травянистой растительностью, на возделываемых землях и тугаях в долинах Мургаба и Теджена. Представлен подвидом E. s. princeps. | Вид вне опасности                                |
|                                                  | Щитковый сцинк              | Eurylepis taeniolata Blyth, 1854                                 | Представлен подвидом E. t. parthianicus. Населяет склоны гор с каменистыми участками и ущелья с древесно-кустарниковыми зарослями в Бадхызе, Копетдаге и Карабиле. Местами встречается по долинам Мургаба и Теджена и в верховьях Амударьи. | Вид вне опасности                                |
|                                                  | Переднеазиатская мабуя      | Heremites septemtaeniatus (Reuss, 1834)                          | Представлена подвидом T. s. transcaucasica. Распространена в Копетдаге, Бадхызе и по долинам Мургаба и Теджена, встречаясь в поймах рек, сухих руслах, предгорьях, посёлках, развалинах строений, на степеподобных участках в горах. Может проникать в пустыни по каналам и арыкам.                                                                                                 | Вид вне опасности                                |
|                                                  | Змееящерица Чернова         | Ophiomorus chernovi Anderson & Leviton, 1966                     | Очень редко встречается на песчаных участках на правобережье Теджена у Пулихатына. Занесена в Красную книгу Туркменистана (категория V, недостаточно изученный вид). | Вид вне опасности                                |
| Подотряд Lacertiformata                          |                             |                                                                  | |                                                  |
| Семейство Настоящие ящерицы (Laceridae)          |                             |                                                                  | |                                                  |
|                                                  | Копетдагская ящерица        | Darevskia kopetdaghica Ahmadzadeh et al., 2013                   | Населяет ущелья с древесно-кустарниковой растительностью в Центральном Копетдаге. Ранее рассматривалась в составе эльбурской ящерицы (Darevskia delfilippii), под названием которой занесена в Красную книгу Туркменистана (категория IV, редкий вид). | Вымирающий вид                                   |
|                                                  | Разноцветная ящурка         | Eremias arguta (Pallas, 1773)                                    | Представлена подвидом E. a. uzbekistanica. Населяет пустынные участки с щебнистыми, глинистыми и такыровидными почвами на правобережье Амударьи в окрестностях посёлков Амударья и Таллымерджен. Занесена в Красную книгу Туркменистана (категория III, уязвимый вид). | Вид вне опасности                                |
|                                                  | Сетчатая ящурка             | Eremias grammica (Lichtenstein, 1823)                            | Широко распространена в равнинной части страны, в основном на полузаросших и незакреплённых песках с разреженной растительностью. | Вид вне опасности                                |
|                                                  | Средняя ящурка              | Eremias intermedia (Strauch, 1876)                               | Широко распространена в равнинной части страны по заросшим пескам и глинисто-щебнистым участкам. | Вид вне опасности                                |
|                                                  | Копетдагская ящурка         | Eremias kopetdaghica Szczerbak, 1972                             | Населяет гребни и щебнистые склоны гор с полынно-злаковой растительностью в Центральном и Западном Копетдаге. | Вид не представлен в Международной Красной книге |
|                                                  | Линейчатая ящурка           | Eremias lineolata Nikolsky, 1897                                 | Широко распространена по заросшим грядово-бугристым пескам и участкам выровненных плотных песков, а также в глинистой пустыне. | Вид вне опасности                                |
|                                                  | Черноглазчатая ящурка       | Eremias nigrocellata Nikolsky, 1897                              | Обитает на крайнем юго-востоке страны на правобережбе Амударьи в окрестностях Достлука, и Базардепе. Занимает участки пустынь и предгорий с редкими полынниками и однолетними травами. Занесена в Красную книгу Туркменистана (категория III, уязвимый вид). | Вид вне опасности                                |
|                                                  | Персидская ящурка           | Eremias persica Blanford, 1875                                   | Населяет опесчаненные уплотнённые участки во впадине Ероюландуз в Бадхызе и пойму Кушки. | Вид вне опасности                                |
|                                                  | Таджикская ящурка           | Eremias regeli Bedriaga, 1905                                    | Обитает в сухих предгорьях Копетдага с лёссовыми, глинистыми и каменистыми участками в окрестностях посёлков Келиф и Кёнегарлык. Занесена в Красную книгу Туркменистана (категория III, уязвимый вид). | Вид вне опасности                                |
|                                                  | Полосатая ящурка            | Eremias scripta (Strauch, 1876)                                  | Представлена номинативным подвидом. Широко распространена по стране, за исключением горных и предгорных районов. Обитает на слабозакреплённых песчаных буграх и барханах с разреженной растительностью. | Вид вне опасности                                |
|                                                  | Быстрая ящурка              | Eremias velox (Pallas, 1771)                                     | Представлена номинативным подвидом. Широко распространена на побережьях водоёмов, в речных долинах и оазисах, щебнистых пустынях, на возвышенностях и в горах. | Вид вне опасности                                |
|                                                  | Полосатая ящерица           | Lacerta strigata Eichwald, 1831                                  | Встречается в травянисто-кустарниковых зарослях, садах и приречных тугаях в долине Чандыра и низовьях Атрека. | Вид вне опасности                                |
|                                                  | Персидская месалина         | Mesalina watsonana (Pallas, 1771)                                | Населяет места с такыровидными почвами, ущелья и каменистые участки в предгорьях в Копетдаге, Бадхызе и долинах Теджена и Мургаба. | Вид вне опасности                                |
| Подотряд Игуанообразные (Iguania)                |                             |                                                                  | |                                                  |
| Семейство Агамовые (Agamidae)                    |                             |                                                                  | |                                                  |
|                                                  | Кавказская агама            | Paralaudakia caucasia caucasia (Eichwald, 1831)                  | Широко распространена в Карабиле, Копетдаге, Больших и Малых Балханах, интродуцирована в Карадаге. Обитает на скалистых участках, каменистых осыпях, глинисто-лёссовых обрывах, дувалах, в развалинах строений, предгорных оврагах и промоинах. | Вид вне опасности                                |
|                                                  |                             | Paralaudakia caucasia triannulata (Ananjeva & Ataev, 1984)       | Обитает в песчано-лёссовых оврагах на востоке песчаного массива Машат в предгорьях Западного Копетдага. Шестопалом и Рустамовым считается подвидом кавказской агамы Paralaudakia caucasia triannulata, однако в базе данных Reptile Database этот таксон рассматривается как синоним Paralaudakia microlepis.                                                                       | [ d ]                                            |
|                                                  | Бухарская агама             | Paralaudakia bocharensis (Nikolsky, 1897)                        | Обычна на скалах и каменситых склонах верхнего пояса Койтендага. | Вид вне опасности                                |
|                                                  | Хорасанская агама           | Parauladakia erythrogaster (Nikolsky, 1897)                      | Населяет предгорья, скалистые и каменистые склоны и старые дувалы в Бадхызе и Карабиле, а также лёссовые холмы и промоины в высоких предгорьях Восточного Копетдага. | Вид вне опасности                                |
|                                                  | Туркестанская агама         | Paralaudakia lehmanni (Nikolsky, 1896)                           | Обычна в Койтендаге и его предгорьях, населяя скалы, каменистые склоны, обрывы селевых русел и развалины построек. | Вид вне опасности                                |
|                                                  |                             | Phrynocephalus bannikovi (Darevsky, Rustamov & Shammakov, 1976)  | Распространена в северо-западной части страны на глинисто-щебнистых участках, в предгорьях и на солончаках. Ранее рассматривалась как подвид сетчатой круглоголовки, но в более поздних исследованиях ей придали видовой статус. Как подвид сетчатой круглоголовки занесена в Красную книгу Туркменистана (категория III, уязвимый вид).                                            | Вид не представлен в Международной Красной книге |
|                                                  |                             | Phrynocephalus boettgeri (Bedriaga, 1906)                        | Обитает на участках с плотной почвой и заросших песках в Юго-Восточных Каракумах (приамударьинские пески) до Келифского узбоя и предгорий Копетдага. Ранее рассматривалась как подвид закаспийской круглоголовки, но в более поздних исследованиях ей придали видовой статус. | Вид не представлен в Международной Красной книге |
|                                                  | Круглоголовка Голубева      | Phrynocephalus golubewii Schenbrot & Semyonov, 1990              | Вид представлен изолированной популяцией на солончаке Улышор севернее села Бами в предгорьях Центрального Копетдага. Как пятнистая круглоголовка занесена в Красную книгу Туркменистана (категория I, вид на грани исчезновения). | Вид на грани исчезновения                        |
|                                                  | Круглоголовка-вертихвостка  | Phrynocephalus guttatus (Gmelin, 1789)                           | Представлена подвидом Ph. g. salsatus. Обитает на щебнистых и солончаковых участках во впадине Гызыклышор на севере страны. Занесена в Красную книгу Туркменистана (категория V, недостаточно изученный вид). | Вид вне опасности                                |
|                                                  | Такырная круглоголовка      | Phrynocephalus helioscopus (Pallas, 1771)                        | Обитает в Северном Туркменистане в Саракамышской котловине и долине Амударьи на участках с плотной почвой, таких как возвышенности, такыры, глинистые равнины, реже на солончаках. | Вид вне опасности                                |
|                                                  | Песчаная круглоголовка      | Phrynocephalus interscapularis Lichtenstein & Martens, 1856      | Широко распространена, обитая на барханных и полузаросших песках. | Вид вне опасности                                |
|                                                  |                             | Phrynocephalus meridionalis (Dunayev, Solovyeva, Poyarkov, 2012) | Обитает на глинистых и опесчаненных участках предгорной равнины Гаурдаг-Копетдага. Ранее рассматривалась как подвид такырной круглоголовки, но в более поздних исследованиях ей придали видовой статус. | Вид не представлен в Международной Красной книге |
|                                                  | Ушастая круглоголовка       | Phrynocephalus mystaceus                                         | Широко распространена на полузаросших, барханных, реже заросших песках. | Вид вне опасности                                |
|                                                  | Закаспийская круглоголовка  | Phrynocephalus raddei Boettger, 1888                             | Распространена в юго-западноё и центральноё частях страны в пустынях на глинистых, реже песчаных участках. | Вид вне опасности                                |
|                                                  | Сетчатая круглоголовка      | Phrynocephalus reticulatus (Eichwald, 1831)                      | Распространена на правобережье Амударьи южнее крепости Наргыз до посёлка Осты на песчаных и глинисто-щебнистых участках. | Вид вне опасности                                |
|                                                  | Хентаунская круглоголовка   | Phrynocephalus rossikowi Nikolsky, 1898                          | Представлена двумя подвидами: Ph. r. rossikowi на левобережье Амударьи городом Сеиди и посёлком Газочак в пустыне с суглинисто-щебнистым субстратом и Ph. r. shammakovi в Унгузской впадине (Центральные Каракумы) на участках щебнистой пустыни. Оба подвида занесены в Красную книгу Туркменистана (категория III, уязвимый вид).                                                 | Вымирающий вид                                   |
|                                                  |                             | Phrynocephalus turcomanus (Dunayev, Solovyeva, Poyarkov, 2012)   | Распространена в западной и южной частях страны в предгорьях и на глинистых равнинах Копетдага в пустынях на участках с плотным субстратом и холмистых предгорьях. Ранее рассматривалась как подвид такырной круглоголовки, но в более поздних исследованиях ей придали видовой статус.                                                                                             | Вид не представлен в Международной Красной книге |
|                                                  | Степная агама               | Trapelus sanguinolentus (Pallas, 1814)                           | Представлена подвидом T. s. aralensis. Широко распространена, обитая в горах, кроме отвесных и скалистых участков, на равнинах и в речных долинах. | Вид вне опасности                                |
| Подотряд Веретеницеобразные (Anguimorpha)        |                             |                                                                  | |                                                  |
| Семейство Веретенициевые (Anguidae)              |                             |                                                                  | |                                                  |
|                                                  | Желтопузик                  | Pseudopus apodus (Pallas, 1775)                                  | Распространён в Копетдаге, Бадхызе, Карабиле и Койтендаге, населяя горные ущелья, ложбины и предгорья. Может встречаться в садах и виноградниках в поймах рек Кушка и Мургаб. | Вид вне опасности                                |
| Семейство Варановые (Varanidae)                  |                             |                                                                  | |                                                  |
|                                                  | Среднеазиатский серый варан | Varanus griseus caspius (Eichwald, 1831)                         | Широко распространён на песчано-глинистых равнинах, заросших песках, предгорьях и степеподобных участках в горах. | [ b ]                                            |
| Подотряд Змеи (Serpentes)                        |                             |                                                                  | |                                                  |
| Семейство Слепозмейки (Typhlopidae)              |                             |                                                                  | |                                                  |
|                                                  | Червеобразная слепозмейка   | Xerotyphlops vermicularis (Merrem, 1820)                         | Населяет склоны гор и предгорий с каменистыми участками и редкой растительностью в Бадхызе, Копетдаге, Койтендаге и Карабиле. | Вид вне опасности                                |
| Семейство Ложноногие (Boidae)                    |                             |                                                                  | |                                                  |
|                                                  | Стройный удавчик            | Eryx elegans (Gray, 1849)                                        | Известен по нескольким экземплярам из Центрального и Западного Копетдага. | Вид вне опасности                                |
|                                                  | Песчаный удавчик            | Eryx miliaris (Pallas, 1773)                                     | Широко распространён по закреплённым, полузакреплённым и барханным пескам в предгорьях, горах и речных долинах на высоте до 400 м над уровнем моря. | Вид вне опасности                                |
|                                                  | Восточный удавчик           | Eryx tataricus (Lichtenstein in Eversmann, 1823)                 | Населяет предгорья и каменисто-щебнистые склоны Копетдага и глинистые участки речных долин на правобережье Амударьи. Некоторыми герпетологами считается синонимом песчаного удавчика. Занесён в Красную книгу Туркменистана (категория IV, редкий вид). | Вид вне опасности                                |
| Семейство Ужеобразные (Colubridae)               |                             |                                                                  | |                                                  |
|                                                  | Индийская бойга             | Boiga trigonata (Schneider in Bechstein, 1802)                   | Представлена подвидом B. t. melanocephala. Обитает преимущественно в южных районах страны в глинистых и песчаных пустынях, предгорьях, речных долинах и на орошаемых землях. | Вид вне опасности                                |
|                                                  | Краснобрюхий полоз          | Dolichophis schmidti (Nikolsky, 1909)                            | Обитает на юго-западе страны на каменистых склонах и степеподобных участках гор, в речных долинах с древесно-кустарниковой растительностью, в садах и тростниковых зарослях. | Вид вне опасности                                |
|                                                  | Полосатый эйренис           | Eirenis medus (Chernov, 1940)                                    | Занимает глинистые склоны гор и холмистые предгорья с прилежащими глинисто-щебнистыми равнинными участками в Копетдаге. | Вид вне опасности                                |
|                                                  | Персидский эйренис          | Eirenis persicus (Anderson, 1872)                                | Населяет каменистые и глинисто-щебнистые склоны гор и предгорий в Копетдаге, Бадхызе и Карабиле. | Вид вне опасности                                |
|                                                  | Узорчатый полоз             | Elaphe dione (Pallas, 1773)                                      | Встречается в зарослях поймы Амударьи и низовьев Этрека, на глинисто-солончаковых участках пустынь и орошаемых землях. | Вид вне опасности                                |
|                                                  | Палласов полоз              | Elaphe sauromates (Pallas, 1811)                                 | Населяет участки с плотной почвой на крайнем северо-западе страны в Прикарабогазье. Занесён в Красную книгу Туркменистана (категория IV, редкий вид). | Вид вне опасности                                |
|                                                  | Свинцовый полоз             | Hemorrhois nummifer (Reuss, 1834)                                | Обитает на глинисто-щебнистых участках равнин, в зарослях по берегам рек, садах и виноградниках в Копетдаге, Койтендаге и северных частях страны. | Вид вне опасности                                |
|                                                  | Разноцветный полоз          | Hemorrhois ravergieri (Ménétries, 1832)                          | Распространён в Копетдаге, Койтендаге и Бадхызе на скалистых участках, склонах и в развалинах. | Вид вне опасности                                |
|                                                  |                             | Lycodon bicolor (Nikolsky, 1903)                                 | Известен по нескольким экземплярам из Копетдага, Западного Бадхыза и Койтендага. Ранее рассматривался как подвид поперечнополосатого волкозуба Lycodon striatus bicolor. | Вид не представлен в Международной Красной книге |
|                                                  | Афганский литоринх          | Lytorhynchus ridgewayi Boulenger, 1887                           | Населяет холмистые предгорья и глинисто-щебнистые участки и уплотнённые пески, чередующиеся с такырами, на равнинах в южных и центральных районах страны. | Вид вне опасности                                |
|                                                  | Обыкновенный уж             | Natrix natrix (Linnaeus, 1758)                                   | Обитает на юго-восточном побережье Каспийского моря, в низовбях Этрека, на берегах озёр, арыков и проток. Представлен подвидом N. n. scutata. | Вид вне опасности                                |
|                                                  | Водяной уж                  | Natrix tessellata (Laurenti, 1768)                               | Широко распространён на островах и побережье Каспийского моря и на заросших берегах рек, каналов, озёр, арыков, родников. | Вид вне опасности                                |
|                                                  | Закаспийский олигодон       | Oligodon transcaspicus (Nikolsky, 1902)                          | Встречается на каменистых склонах гор, в селевых руслах и межгорных понижениях с разреженной растительностью в Копетдаге и Западном Бадхызе. Ранее популяции этого вида из Туркменистана и Ирана относили к изменчивому олигодону. | [ h ]                                            |
|                                                  |                             | Platyceps atayevi (Tuniyev & Shammakov, 1993)                    | Населяет каменисто-щебнистые склоны в горных ущельях Центрального и Западного Копетдага. Ранее считался подвидом оливкового полоза. | Вид не представлен в Международной Красной книге |
|                                                  | Поперечнополосатый полоз    | Platyceps karelini (Brandt, 1838)                                | Широко распространён по стране (кроме верхнего пояса гор) на закреплённых и полузакреплённых песках, глинисто-зебнистых равнинах, холмах, в предгорьях и ущельях, а также по береговым обрывам в поймах рек. | Вид вне опасности                                |
|                                                  | Пустынный полоз             | Platyceps ladacensis (Anderson, 1871)                            | Распространён в южной половине страны от Каспия до Койтендага, занимая горы, предгорья, долины рек, песчаные и глинистые пустыни, развалины, посёлки. Ранее считался подвидом краснополосого полоза. | Вид не представлен в Международной Красной книге |
|                                                  | Краснополосый полоз         | Platyceps rhodorhachis (Jan, 1871)                               | Распространён в Копетдаге и его предгорьях, Бадхызе, долине Мургаба, по Каракумдерья на восток до посёлка Гараметнияз и до станции Репетек в Восточных Каракумах. | Вид не представлен в Международной Красной книге |
|                                                  | Большеглазый полоз          | Ptyas mucosa (Linnaeus, 1758)                                    | Представлен подвидом P. m. nigricens. Населяет заросшие берега каналов, озёр и водохранилищ, а также поля, сады и виноградники в долине Кушки и Мургаба. Распространяется по Каракумдарье. Занесён в Красную книгу Туркменистана (категория III, уязвимый вид). | Вид вне опасности                                |
|                                                  | Чешуелобый полоз            | Spalerosophis diadema (Schlegel, 1837)                           | Представлен подвидом S. d. schiraziana, которому иногда придают видовой статус. Широко распространён по заросшим, полузакреплённым и глинистым участках в пустынях, холмистых предгорьях и прилежащих участках равнин с плотной почвой. | Вид вне опасности                                |
|                                                  | Иранская кошачья змея       | Telescopus rhinopoma (Blanford, 1874)                            | Известна по трём экземплярам из Западного и Центрального Копетдага. Занесена в Красную книгу Туркменистана (категория V, недостаточно изученный вид). | Вид с неопределённым статусом                    |
| Семейство Psammophiidae                          |                             |                                                                  | |                                                  |
|                                                  | Стрела-змея                 | Psammophis lineolatus (Brandt, 1838)                             | Широко распространена по стране, обитая на заросших и полузакреплённых песках, такыровидных, глинистых и солончаковых участках в сухих предгорьях. | Вид вне опасности                                |
|                                                  | Песочная змея               | Psammophis schokari (Forsskål, 1775)                             | Занимает каменистые осыпи склонов гор, холмы с травянисто-кустарниковой ратсительностью в Балхызе и Восточном Копетдаге. | Вид вне опасности                                |
| Семейство Аспиды (Elapidae)                      |                             |                                                                  | |                                                  |
|                                                  | Среднеазиатская кобра       | Naja oxiana (Eichwald, 1831)                                     | Широко распространена, преимущественно в центральной и южной частях страны. Обитает в песчаных и глинистых пустынях, долинах рек, холмистых предгорьях, ущельях, на склонах гор. | Вид, близкий к уязвимому положению               |
| Семейство Гадюковые (Viperidae)                  |                             |                                                                  | |                                                  |
|                                                  | Щитомордник Никольского     | Gloydius caucasicus (Nikolsky, 1916)                             | Населяет степеподобные участки в среднем поясе гор и древесно-кустарниковые и травянистые заросли на склонах в Западном и Центральном Копетдаге. Ранее рассматривался как подвид обыкновенного щитомордника. | Вид не представлен в Международной Красной книге |
|                                                  |                             | Gloydius caraganus (Eichwald, 1831)                              | Встречается на обрывах, закреплённых песках и в оазисах на крайнем севере страны. Ранее рассматривался как подвид обыкновенного щитомордника. | Вид не представлен в Международной Красной книге |
|                                                  | Песчаная эфа                | Echis carinatus (Schneider, 1801)                                | Встречается на обрывах, закреплённых песках и в оазисах на крайнем севере страны. | Вид не представлен в Международной Красной книге |
|                                                  | Гюрза                       | Macrovipera lebetinus (Linnaeus, 1758)                           | Представлена подвидом M. l. cernovi. Обитает в горах, предгорьях, речных долинах и на прилежащих песках в южной половине страны. Занесена в Красную книгу Туркменистана (категория III, уязвимый вид). | Вид вне опасности                                |

### Комментарии
1. 1 2  На фото
2. 1 2  статус для вида в целом
3. ↑  На фото ящурка номинативного подвида
4. ↑  В составе Paralaudakia caucasia
5. ↑  иногда песчаных удавов выделяют в самостоятельное семейство Erycidae (см. Boundy, 2020, p. 10)
6. ↑  иногда ужовых выделяют в самостоятельное семейство Natricidae (см. Boundy, 2020, p. 11)
7. ↑  на фото индийская бойга номинативного подвида
8. ↑  в статье Ли с соавторами[34] для этого вида был рекомендован статус
9. ↑  на фото закавказская гюрза Macrovipera lebetinus obtusa